# Pravda vítězí

Der Wahlspruch auf der Standarte des tschechischen Präsidenten (offiziell seit dem 30. März 1920)

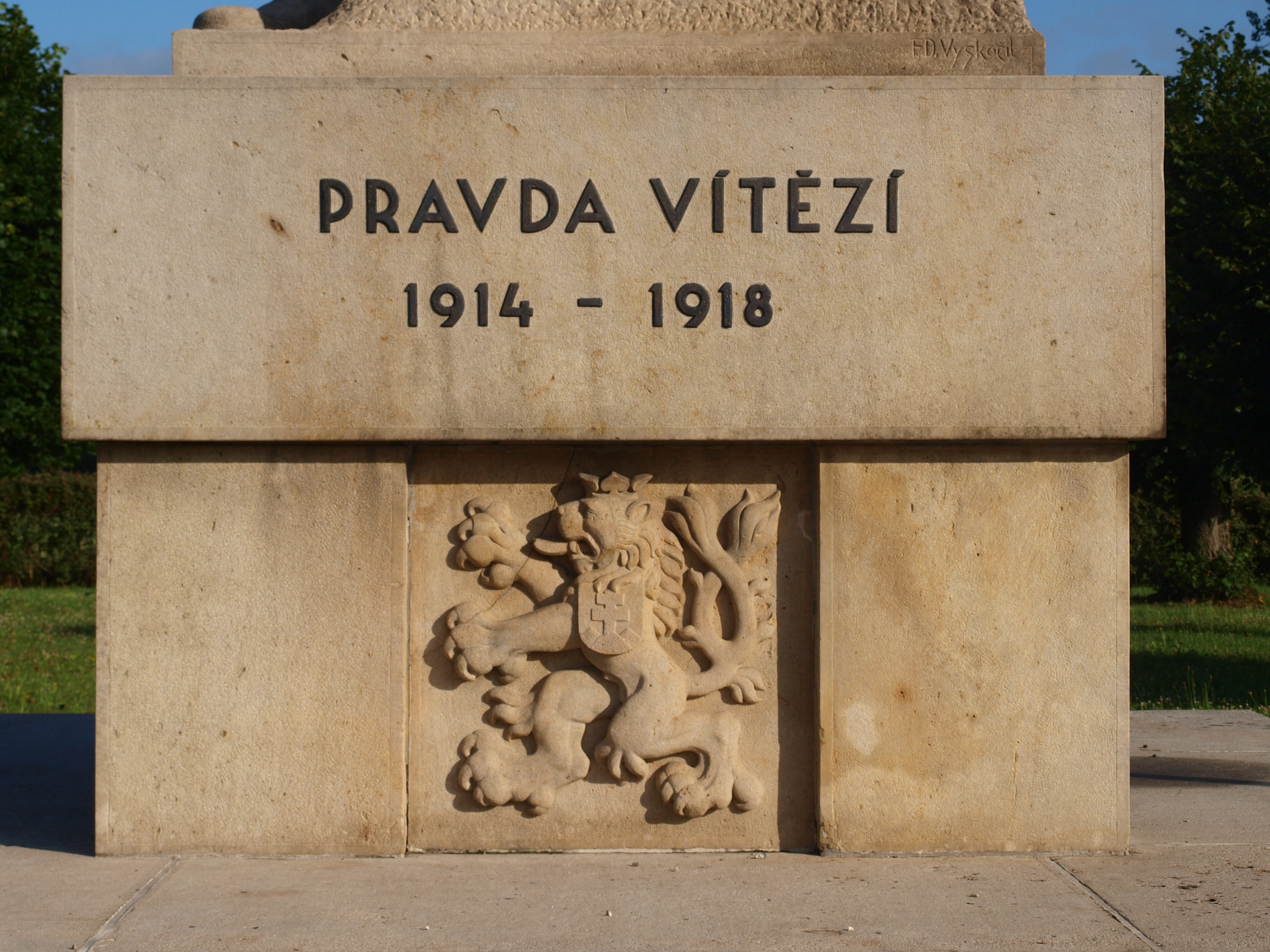
Denkmal für Soldaten der tschechoslowakischen Legionen in Frankreich

Pravda vítězí (deutsch Die Wahrheit siegt, slow. Pravda víťazí, lateinisch Veritas Vincit) ist der Wahlspruch Tschechiens und der ehemaligen Tschechoslowakei.

## Geschichte
Der Wahlspruch geht zurück auf einen Brief des Jan Hus an Johann von Rabstein aus dem Jahr 1413, in dem er schreibt: Super omnia vincit veritas (Über alles siegt die Wahrheit). Eine mögliche Quelle ist das apokryphe 3. Buch Esra 3,12, in dem es heißt: Doch über alles siegt die Wahrheit.
1916 entwarf Tomáš Garrigue Masaryk, der spätere erste tschechoslowakische Präsident, das Motto in seiner heutigen Form. 1918 wurde er zum offiziellen Wahlspruch der Tschechoslowakei erklärt und war dies bis 1992, wobei nach der Samtenen Revolution in der Zeit von 1990 bis 1992 die lateinische Version Veritas Vincit verwendet wurde. Pravda vítězí ist der heutige Wahlspruch des tschechischen Präsidenten und ist in der Verfassung als nationales Symbol festgeschrieben.